# Рокишкис (станция)
Ро́кишкис (лит. Rokiškio geležinkelio stotis) — железнодорожная станция Литовских железных дорог на линии Радвилишкис — Даугавпилс. Расположена в южной части города Рокишкис.

## История
В 1873 году открылось движение на линии Радвилишкис — Даугавпилс Либаво-Роменской железной дороги. Согласно первоначальному проекту железная дорога должна была пройти в 18 км к северу от города. Но паневежские чиновники и коммерсанты убедили царское правительство построить линию рядом с городом.
В 1878 году были построены вокзал, жилой дом для железнодорожных служащих и склады. Здание вокзала было деревянным, окрашено в синий цвет. Станция располагалась в 3 км от города. Начался интенсивный экономический рост Рокишкского района.
31 декабря 1918 года на станции произошел бой между местным коммунистами и отступавшими немецкими военными. Были убиты литовские коммунисты Эдвардас Тичкус и Йонас Пагирис. Здание вокзала и станционные строения были разрушены.
В 1927 году по проекту каунасского инженера Э. А. Фрикаса был построен новый вокзал. Двухэтажное кирпичное здание в стиле ар-деко было очень современным, комфортным, имело центральное отопление. Вокзал был одним из самых дорогих железнодорожных вокзалов в Литве стоимостью более 900 тысяч лит.
После того как Литва вошла в состав СССР, в период 1940—1941 и 1944—1953 гг. 155 жителей Рокишкиса были арестованы и депортированы. В память об этом на стене вокзала установлена мемориальная доска.
Во время Второй мировой войны здание вокзала сгорело. В 1957—1959 гг. железнодорожная станция была восстановлена, здание вокзала перестроено. В том же году открылся автобусный маршрут, связывающий вокзал и центр города.
В советское время основными клиентами станции по грузовой работе были фабрика шерстяных тканей Юодупе «Нямунас», сырный комбинат «Рокишкис», Рокишкский машиностроительный завод, комбикормовый завод и другие компании. Пассажирские поезда ежедневно отправлялись из Москвы в Калининград и из Шяуляй в Даугавпилс.
В 1982 году сделан капитальный ремонт вокзала, построен второй ж/д путь от Рокишкиса до Обяляя (демонтирован в 2001 году).
После восстановления независимости количество пассажиров сократилось, а российские транзитные поезда исчезли.

## Деятельность
По состоянию на 2018 году персонал станции состоял из 8 сотрудников. В 2014 году на станции было загружено 889 вагонов (в основном зерно, древесина, металлический лом), выгружено 1051 вагонов (в основном щепа и нефтепродукты).

### Пассажирское сообщение
По состоянию на 2018 год пригородными дизельными поездами Рокишкис связан с Шяуляем и Паневежисом (по пятницам и выходным).